# Коупленд, Херберт Фолкнер
Хе́рберт Фо́лкнер Ко́упленд (англ. Herbert Faulkner Copeland; 1902—1968) — американский биолог.

## Биография
Херберт Фолкнер Коупленд родился 21 мая 1902 года в Чикаго в семье ботаника Эдвина Коупленда.
Учился в Калифорнийском университете, в 1925 году окончил его со степенью магистра наук, после чего стал работать в колледже в Сакраменто. С 1928 по 1934 занимался сбором гербарных образцов растений в Национальном парке Йеллоустон. В 1936 году получил степень доктора философии в Стэнфордском университете за работу A taxonomic study of the Philippine Ericaceae.
Коупленд издал несколько публикаций по разделению всех организмов на царства. Он выделял два царства микроорганизмов — Protista (ядерные микроорганизмы) и Monera (безъядерные). Длительное время такое разделение не получало поддержки, однако впоследствии безъядерные всё же были признаны самостоятельным царством.
Умер 15 октября 1968 года.

## Некоторые научные публикации
- Copeland, H.F. The kingdoms of organisms // The Quarterly Review of Biology. — 1938. — Vol. 13(4). — P. 383—420.
- Copeland, H.F. Observations on the structure and classification of the Pyroleae // Madroño. — 1947. — Vol. 9. — P. 65—102.
- Copeland, H.F. The classification of lower organisms. — 1956. — 302 p. — ISBN 0870150596.